# Gỗ giáo
Gỗ giáo, còn được gọi là horoeka trong tiếng Maori, tên khoa học Pseudopanax crassifolius, là một loài thực vật có hoa trong Họ Cuồng cuồng. Loài này được (Sol. ex A.Cunn.) K.Koch mô tả khoa học đầu tiên năm 1859.